# Digger (jeu vidéo)
Pour les articles homonymes, voir Diggers.
Digger est un jeu vidéo canadien datant de 1983, développé par Rob Sleath (développeur chez Windmill Software) et inspiré des deux réalisations à succès : Dig Dug et Mr. Do!.
Emblématique d'une époque, il est associé à l'IBM PC, qui reste la 1re machine à véritable diffusion commerciale. La définition d'écran est de 320 × 200 pixels (norme CGA), 16 couleurs.

## Règles
Le joueur pilote un engin d'excavation au fond d'une mine. Pour se déplacer, il doit percer des tunnels, horizontalement ou verticalement. Une galerie principale existe déjà à chaque démarrage de niveau. Les ennemis apparaissent dans le coin supérieur droit de l'écran. Pour s'en défaire, on peut les écraser sous des sacs d'or, ou les désintégrer à l'aide d'un canon.
Les ennemis, qui tuent par simple contact, revêtent deux formes : en début de partie, ce sont des Nobbin, incapables de creuser des galeries, si bien qu'ils empruntent celles tracées par le joueur. Quand ils se croisent un certain nombre de fois, ils mutent en Hobbin. C'est à ce moment qu'ils sont le plus dangereux, car ils peuvent creuser. En gobant les diamants et sacs d'or, ils font perdre des points au joueur.
Lorsque tous les adversaires d'un niveau donné sont rentrés, le joueur a droit à un bonus, qui s'affiche sous forme de cerises dans le coin supérieur droit, et qui donne droit à une invincibilité temporaire.
Moyennant adaptation (cadençage de l'horloge), on peut encore jouer à Digger sur des plates-formes contemporaines.

## Barème de points
- Chaque diamant croqué rapporte 25 points ;
- chaque ennemi éliminé : 250 points ;
- un sac d'or éventré et avalé : 500 points ;
- bonus : 1 000 points ;
- une vie en plus : tous les 20 000 points.

## Thèmes musicaux
Le jeu est aussi célèbre pour son ambiance sonore entêtante, alternant trois séquences :
- Popcorn (G. Kingsley) en mélodie principale[3]
- l'ouverture de Guillaume Tell (Rossini) pendant le bonus
- Sonate pour piano n° 2 de Chopin (Marche funèbre) lorsque le héros meurt ; une pierre tombale pousse à l'endroit où il a disparu.